# Barisan Nauli
Barisan Nauli is een bestuurslaag in het regentschap Dairi van de provincie Noord-Sumatra, Indonesië. Barisan Nauli telt 813 inwoners (volkstelling 2010).